# Hội đồng Nhà nước Cộng hòa Dân chủ Đức
Hội đồng Nhà nước Cộng hòa Dân chủ Đức (tiếng Đức: Staatsrat der Deutschen Demokratischen Republik) là cơ quan tập thể lãnh đạo nhà nước của Cộng hòa Dân chủ Đức (Đông Đức) từ năm 1960 đến năm 1990.

## Bối cảnh

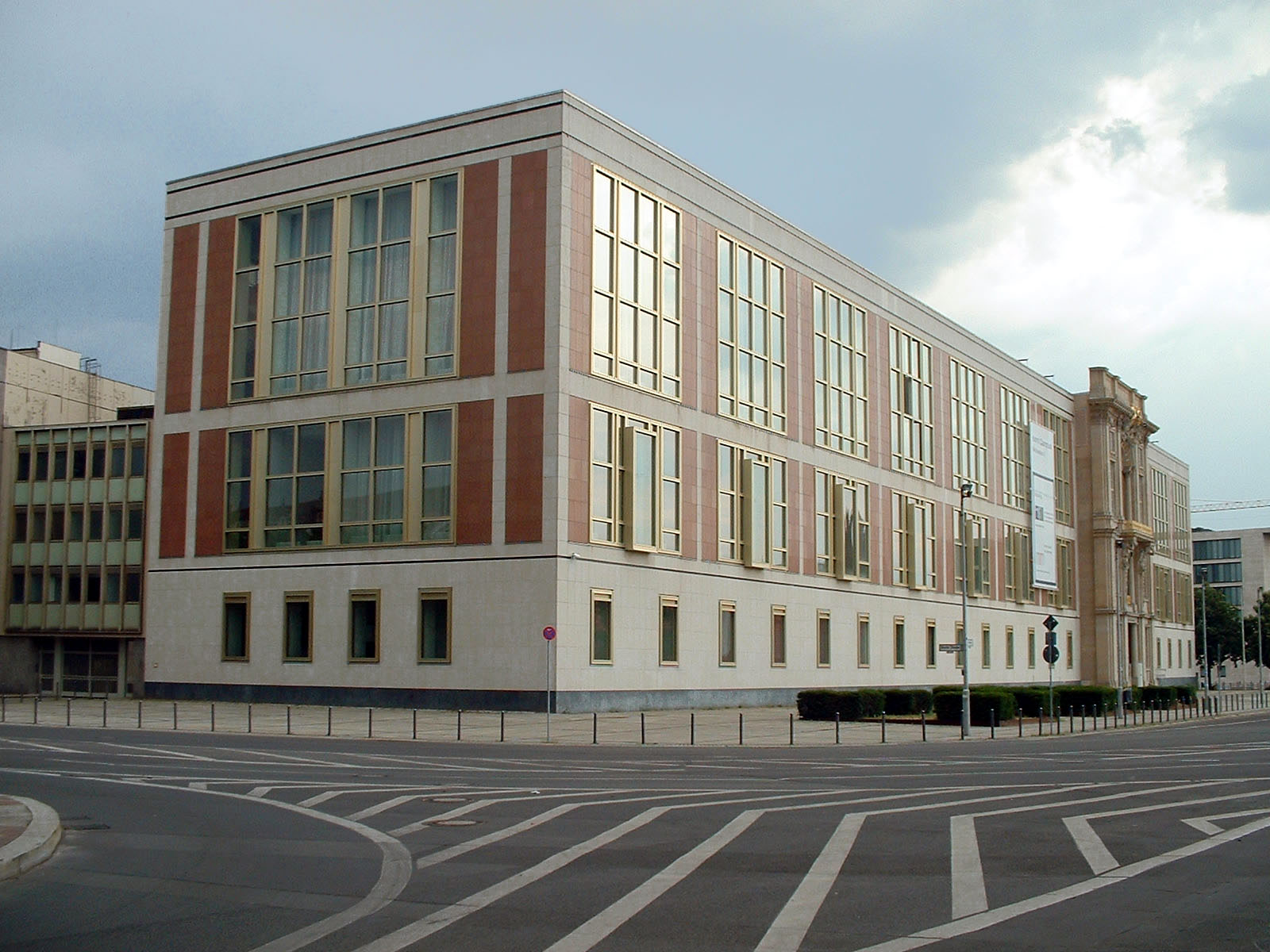
Tòa nhà Hội đồng Nhà nước

Hội đồng Nhà nước Cộng hòa Dân chủ Đức được thành lập vào năm 1960 sau khi Chủ tịch nước Cộng hòa Dân chủ Đức Wilhelm Pieck qua đời, với tư cách là cơ quan kế thừa Văn phòng Chủ tịch nước Cộng hòa Dân chủ Đức. Do đó, cấu trúc nhà nước của Đông Đức đã phù hợp với mô hình của Liên Xô. Cơ sở pháp lý là "Luật thành lập Hội đồng Nhà nước" ngày 12 tháng 9 năm 1960, đã thay đổi hiến pháp của Đông Đức năm 1949.
Hội đồng Nhà nước bao gồm Chủ tịch, các Phó Chủ tịch, 16 thành viên khác và một thư ký. Chủ tịch, Phó chủ tịch, các thành viên và thư ký Hội đồng Nhà nước ban đầu được bầu bởi Đại hội Nhân dân trong bốn năm, và kể từ năm 1974 là nhiệm kỳ năm năm.
Chủ tịch đầu tiên của Hội đồng Nhà nước là Walter Ulbricht, đồng thời là Bí thư thứ nhất Trung ương Đảng Xã hội chủ nghĩa Thống nhất Đức. Chủ tịch thứ hai là Otto Gotsche cho đến năm 1971 và sau đó là Heinz Eichler.
Chức vụ Chủ tịch Hội đồng Nhà nước ban đầu có quyền lực khá lớn. Vì vậy, trong Điều 66 khoản 2 của Hiến pháp năm 1968: "Chủ tịch Hội đồng Nhà nước đại diện cho Cộng hòa Dân chủ Đức theo luật pháp quốc tế".
Sau cái chết của Ulbricht năm 1973, Willi Stoph được bầu làm Chủ tịch Hội đồng Nhà nước. Hiến pháp năm 1974 được sửa đổi, Chủ tịch Hội đồng Nhà nước chính thức mất đi quyền lực trước đây. Trên thực tế Chủ tịch Hội đồng Nhà nước vẫn mang chức năng của nguyên thủ quốc gia và các thành viên khác của Hội đồng Nhà nước ít có ảnh hưởng.
Năm 1976, Erich Honecker, là Tổng Bí thư Trung ương Đảng kể từ năm 1971, đã đảm nhận vị trí Chủ tịch Hội đồng Nhà nước và kể từ đó, như Ulbricht trước ông, một lần nữa giữ các vị trí cao nhất trong Đảng và nhà nước.

## Bầu cử
Hội đồng Nhà nước bao gồm Chủ tịch, các Phó Chủ tịch, 16 thành viên khác và một thư ký. Chủ tịch, Phó chủ tịch, các thành viên và thư ký Hội đồng Nhà nước ban đầu được bầu bởi Đại hội Nhân dân trong bốn năm, và kể từ năm 1974 là nhiệm kỳ năm năm.
Các thành viên được lấy từ các đảng chính trị và các tổ chức đoàn thể trực thuộc Mặt trận Toàn quốc do Đảng Xã hội chủ nghĩa Thống nhất Đức lãnh đạo. Đôi khi một công dân nổi bật cũng được đưa vào Hội đồng.

## Chức năng và nhiệm vụ
Chức năng Hội đồng Nhà nước được quy định:
- Triệu tập cuộc bầu cử tới Đại hội Nhân dân và các cơ quan nghị viện khác
- Phê chuẩn thành viên Hội đồng Quốc phòng
- Thực hiện quyền ân xá
- Phê chuẩn các Hiệp ước Quốc tế
- Công nhận đại diện ngoại giao
- Trao Huân huy chương và các danh hiệu nhà nước
- Phê chuẩn tài trợ cho gia đình có nhiều con

Ban đầu, Hội đồng Nhà nước cũng có thể ban hành các nghị định theo luật định và các diễn giải ràng buộc về mặt pháp lý hiến pháp và pháp luật. Vai trò ngoại giao nguyên thủ quốc gia thuộc về chủ tịch. Cả hai quyền lực lập pháp và tình trạng ngoại giao đặc biệt của chủ tịch đã chính thức bị bãi bỏ vào năm 1974.
Mặc dù Hội đồng chính thức thực hiện các chức năng của mình một cách tập thể, nhưng thường bị chi phối bởi chủ tịch, đặc biệt nếu chủ tịch đồng thời là lãnh đạo Đảng. Ngược lại, chức vụ tiền nhiệm là Chủ tịch nước chỉ có quyền lực giới hạn. Tuy nhiên, Hội đồng Nhà nước có một số tầm quan trọng như một cơ quan tư vấn và ra quyết định dưới thời Walter Ulbricht. Khi Ulbricht mất quyền lực vào đầu những năm 1970, Hội đồng đã bị giảm quyền lực xuống vai trò nghi lễ. Các sửa đổi Hiến pháp năm 1974 phản ánh sự thể hiện này; Khi Honecker trở thành Chủ tịch Hội đồng Nhà nước năm 1976, hầu hết quyền lực thực sự của ông từ chức vụ trong Đảng.
Ban thư ký của Hội đồng Nhà nước có tầm quan trọng thực tế vì khoảng 200 nhân viên kể từ năm 1961 với nhiệm vụ giải quyết các kiến nghị của công dân. Các nhà chức trách trong chính phủ và kinh tế có nghĩa vụ phải hợp tác với ban thư ký về việc này.

## Bãi bỏ
Khi Egon Krenz, người kế nhiệm của Honecker là lãnh đạo Đảng, đã thất bại trong nỗ lực bảo vệ sự lãnh đạo của Đảng ở Cộng hòa Dân chủ Đức, ông đã từ chức khỏi các chức vụ trong Đảng và chính phủ, bao gồm cả chức vụ Chủ tịch Hội đồng Nhà nước. Để đánh dấu sự chấm dứt độc đảng, lãnh đạo Đảng Dân chủ Tự do Đức Manfred Gerlach đã được bầu làm Chủ tịch. Tuy nhiên, cơ quan đã không còn tầm quan trọng trong chính trị và chỉ giám sát quá trình chuyển tiếp sang cuộc Tổng tuyển cử vào tháng 3 năm 1990.
Đại hội Nhân dân Đức mới, được bầu từ cuộc Tổng tuyển cử tự do đầu tiên và duy nhất, đã nhóm họp phiên đầu tiên vào ngày 5 tháng 4 năm 1990. Hành động đầu tiên của Đại hội là sửa đổi hiến pháp và bãi bỏ Hội đồng Nhà nước. Theo quy định trong hiến pháp, Chủ tịch Đại hội Nhân dân, Sabine Bergmann-Pohl, là nguyên thủ quốc gia cho đến khi Cộng hoà Dân chủ Đức sáp nhập vào Cộng hoà Liên bang Đức vào ngày 3 tháng 10 năm 1990.

## Trụ sở
Sau khi thành lập vào năm 1960, Hội đồng Nhà nước ban đầu được đặt tại Cung Schönhausen, nơi trước đây là nơi ở của Chủ tịch nước Cộng hòa Dân chủ Đức. Năm 1964, Hội đồng chuyển đến Tòa nhà Hội đồng Nhà nước được xây dựng tại Quảng trường Marx-Engels (Marx-Engels-Platz, kể từ năm 1994 trở lại tên Schloßplatz) ở Berlin-Mitte, đặt trụ sở đến khi bị giải thể.